# Job (illustrateur)
Pour les articles homonymes, voir Bréville et Job.
Jacques Onfroy de Bréville, dit Job, est un dessinateur, caricaturiste et illustrateur français né  le 25 novembre 1858 à Bar-le-Duc et mort le 15 septembre 1931 à Neuilly-sur-Seine.
Son nom d'artiste, « Job », est composé à partir de l'initiale de son prénom usuel Jacques et de celles de son nom de famille, Onfroy de Bréville. Son père s'étant opposé à ce qu'il entre à l'École des beaux-arts à sa sortie du collège Stanislas, il s'engage dans l'armée, mais revient à Paris en 1882. De cet intermède, il conserve un goût immodéré pour la chose militaire, le patriotisme, voire le chauvinisme. Il intègre enfin l'École des beaux-arts et expose au Salon des artistes français en 1886. Il y reçoit un accueil mitigé. Il commence alors une carrière de dessinateur et contribue à La Caricature et à La Nouvelle Lune à coup de portraits charges.
Job est connu pour ses remarquables illustrations de livres d'enfants, dont les textes sont le plus souvent de Georges Montorgueil. Ses grandes compositions en couleurs ont contribué à entretenir le culte des héros de la nation. Ses dessins de Napoléon et de Murat ont peuplé l'imaginaire de générations d'enfants. Son sens du détail se retrouve dans L'Épopée du costume militaire français. Même dans les albums destinés aux enfants, il veille à reproduire les uniformes avec une extrême précision.
Ses livres les plus réputés sont Murat, Le Grand Napoléon des petits enfants, Jouons à l'histoire, Louis XI, Napoléon, Bonaparte et Les Gourmandises de Charlotte. Il a également illustré la vie de Washington et s'est fait connaître aux États-Unis. Artiste plein de verve et de gaieté, il a été sociétaire des humoristes et a exposé aux Incohérents. Son atelier est reconstitué au musée de Metz.

## Biographie

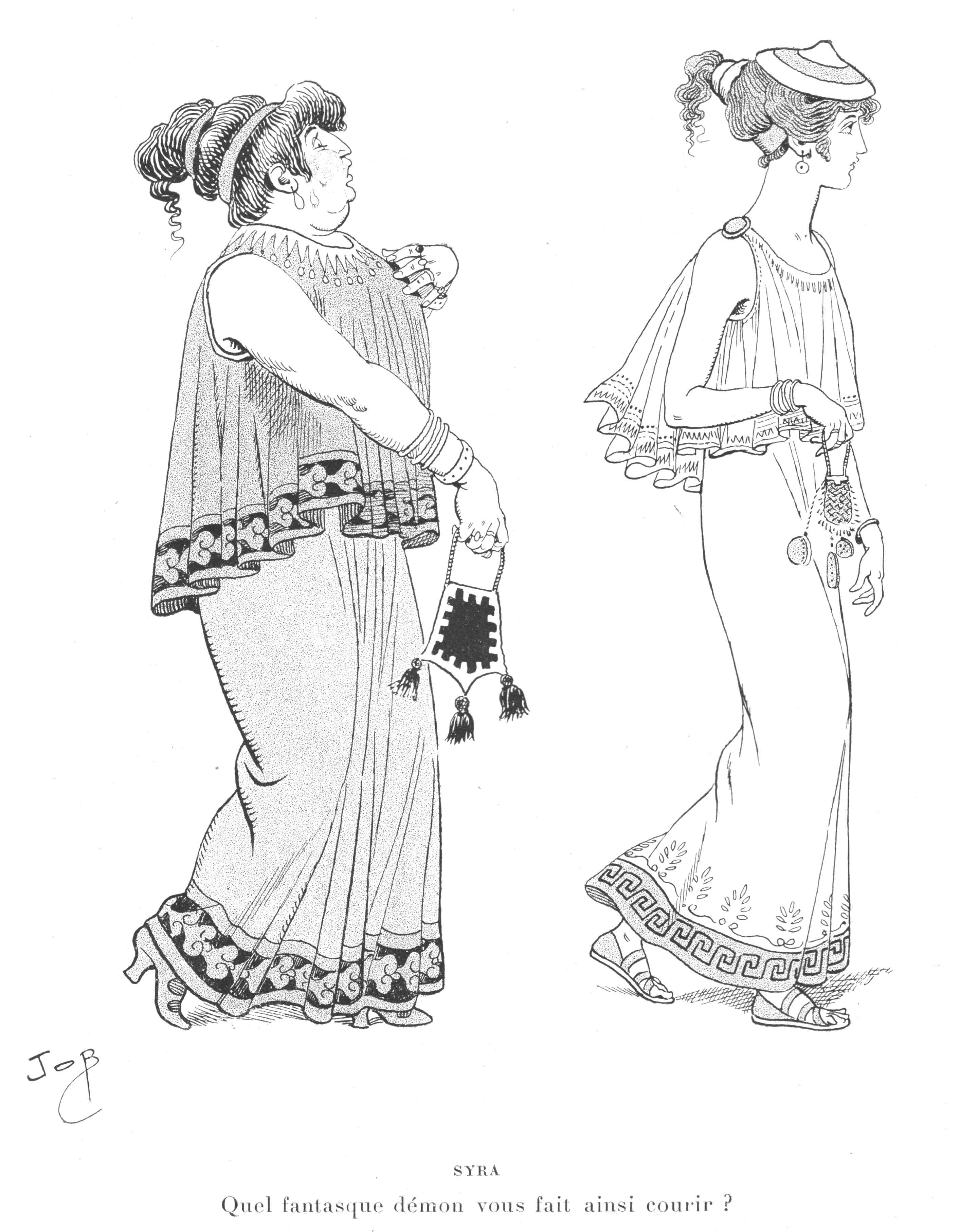
Illustration de Job pour la pièce Le Chariot de Thespis.

Jacques Onfroy de Bréville naît le 25 novembre 1858 à Bar-le-Duc en Lorraine. Il est le fils de Georges Marie Onfroy de Bréville, substitut du procureur à Avallon, et de son épouse Anatoline Robertine née du Val d'Eprémesnil. Il a un frère, Pierre, né en 1861 et qui devient plus tard un musicien reconnu. Le jeune Jacques se montre très vite doué pour le dessin et croque de nombreuses saynètes militaires, à l'image de la Prise de Chartres qu'il réalise à l'âge de 7 ans. En 1868, après que sa famille a déménagé à Paris, il entre à l'école Bossuet avant de poursuivre sa scolarité au collège Stanislas. À la même époque, il compose des pièces de théâtre avec son frère tout en s'intéressant à la caricature : il signe ainsi en 1876 une « Petite Définition » rappelant l'attitude de l'écrivain Victor Hugo en faveur des communards.

## Distinctions
Jacques Onfroy de Bréville est chevalier de la Légion d'honneur.

## Publications

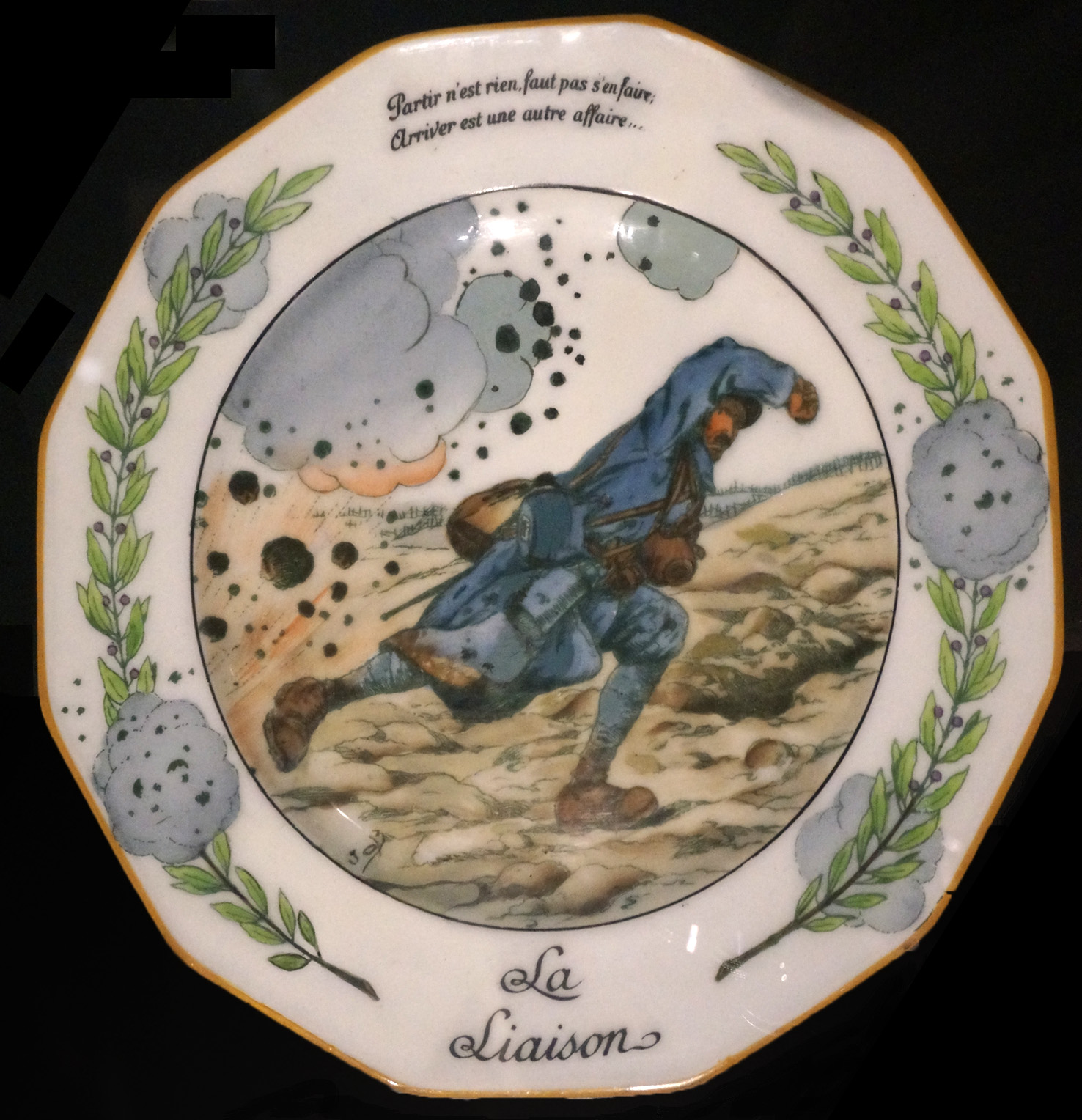
Il a participé à une série patriotique de porcelaine de Limoges.

- Histoire d'un bonnet à poil (texte de J. de Marthold), gr. in-8°, Librairie d'Education de la Jeunesse, 1888 ;
- Jean la Poudre et Flamberge au vent (texte de Henry de Brisay), gr. in-8°, Librairie d'Education de la Jeunesse, 1889 ;
- Les Gourmandises de Charlotte (texte de J. Samary), Hachette, 1890 ;
- Le Grand Napoléon des petits enfans (texte de J. de Marthold), gr. in-4°, Plon, 1893
- " Spectacles enfantins ", Texte par Albert Cim, Illustrations par Gerbault et Job, Hachette et Cie, Paris, s.d. (1893)
- Le Bon Roy Henry (texte d’A. Hermant) Mame, 1894 ;
- Le Tambour-Major Flambardin (texte de J. Lemaire) Delagrave 1894 ;
- Mémoires de César Chabrac, trompette de Houzars et les Épées de France (texte et dessins de Job) Geffroy, 1893 et 1894 ; Les Épées de France (textes d'auteurs divers et dessins de Job) Nielrow Éditions, 2017.
- Trois Héros (texte de A. Giron) Hachette, 1894;
- France, son histoire (texte de Georges Montorgueil) Boivin, 1895;
- Les Mots historiques du pays de France (texte de E. Trogan) Mame, 1896;
- Les Marins de la Garde (texte de J. Lemaire) Delagrave 1896 ;
- La Cantinière (texte de G. Montorgueil) Charavay, Mantoux, Martin, 1898;
- L’Épopée de l'Uniforme (texte de H. Bouchot) ; Henri May, 1898 ;
- Les Trois Couleurs (texte de G. Montorgueil) Martin, 1899;
- À la pointe de l'Epée (texte de J. Lemaire) Mame, 1899 ;
- Tenues des troupes de France (texte par les membres de la Sabretache).
- Les Chants Nationaux de tous les Pays (textes par S. Rousseau et G. Montorgueil) Martin, 1901;
- La Tour d'Auvergne, premier grenadier de France (texte de G. Montorgueil) Boivin, 1902;
- Liline et Frérot au pays des joujoux (texte de G. Montorgueil) Boivin, 1903;
- Murat (texte de G. Montorgueil) Hachette, 1903;
- Louis XI (texte de G. Montorgueil) Furne, 1905;
- Jouons à l'histoire (texte de G. Montorgueil) Boivin, 1908;
- Bonaparte (texte de G. Montorgueil) Boivin, 1908;
- Au Pays des chansons (texte de G. Montorgueil) Boivin, 1912;
- Ce bon Monsieur de Véragues (texte de M. Maindron) Mame, 1912;
- " A la gloire des Bêtes " (texte de A. Fabre), Illustrations de Job, Maison Alfred Mame & Fils, Tours, 1912
- Quand nos rois étaient petits (texte de C. Clerc et N. Sevestre) Delagrave, 1914;
- Washington, the Man of Action (texte de Frederick Trevor Hill) Appleton, 1914;
- Aimer ! (texte de Stéphen Liégeard) J; Barreau, 1914;
- Allons enfants de la Patrie ! (texte de Jean Richepin) Mame, 1920;
- Napoléon (texte de G. Montorgueil) Boivin, 1921
- ABC, Petits contes (texte de J. Lemaître) Mame, 1921;
- Kildine, histoire d'une méchante petite princesse (texte de Marie, Reine de Roumanie) Mame, 1921;
- Tambour battant ! Mémoires d'un vieux tambour (texte de L. Sonolet) Mame, 1922;
- La Vieille Garde impériale (texte collectif) Mame, 1921;
- Voyages de Gulliver (texte de Swift) Delagrave, 1927;
- Petite Histoire de France (texte de J. Bainville) Mame, 1928;
- Quand le grand Napoléon était petit (texte de E. Hinzelin) Delagrave, 1931;
- Chevalerie (texte de J. Bédier) Mame, 1931;
- François Bûchamor (texte de A. Assollant) Delagrave, 1931.

## Expositions
- « Job, Napoléon mis en images », Boulogne-Billancourt, bibliothèque Marmottan, 8 octobre – 15 novembre 1980